# Jonas Galusha

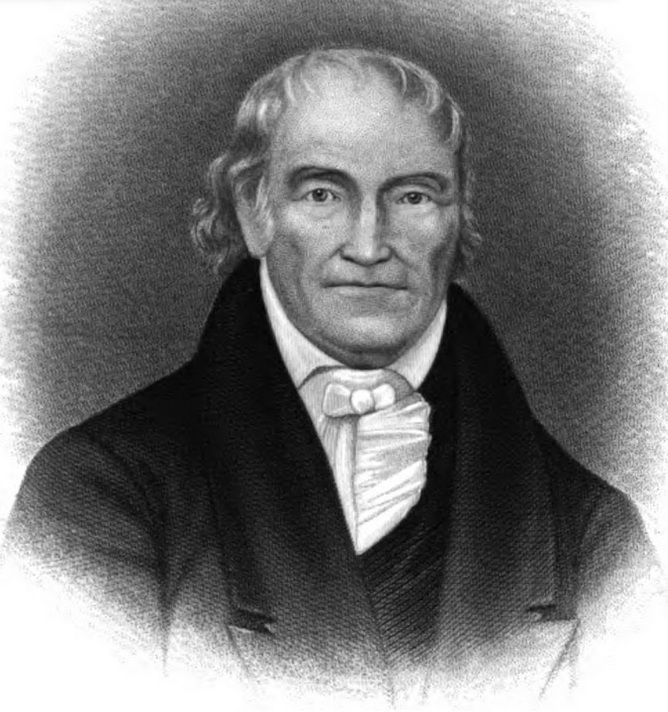
Jonas Galusha

Jonas Galusha (* 11. Februar 1753 in Norwich, Colony of Connecticut; † 24. September 1834 in Shaftsbury, Vermont) war ein US-amerikanischer Politiker, Jurist und Gouverneur des US-Bundesstaates Vermont.

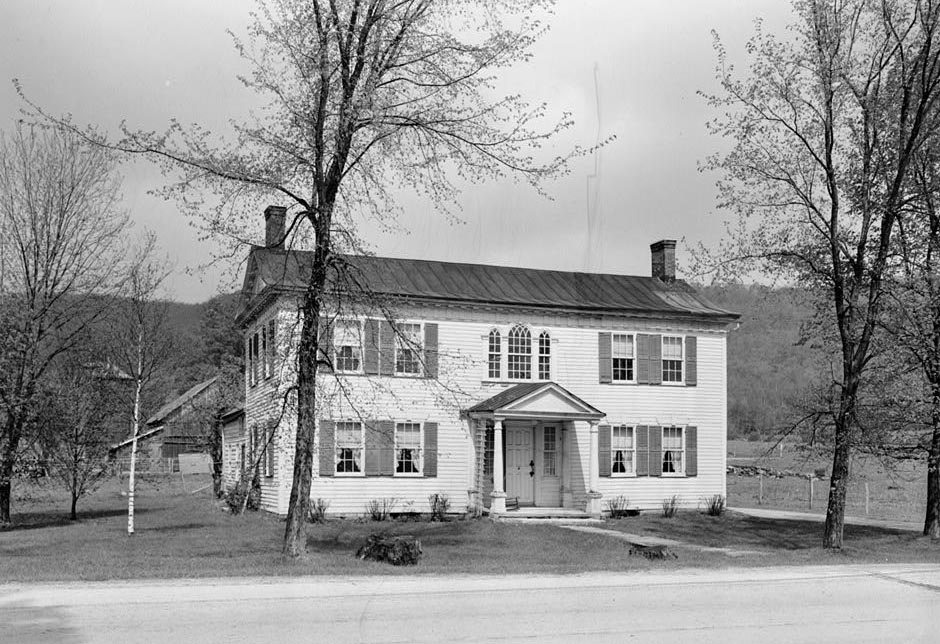
Galushas Haus in Shaftsbury

Wie viele andere später führenden Politiker Vermonts in Connecticut geboren, zog er 1775 nach Vermont. Während des Amerikanischen Unabhängigkeitskrieges zeichnete er sich bei der Schlacht von Bennington 1777 militärisch aus.
Seine enge Verbindung zur herrschenden Elite zeigte sich bereits dadurch, dass er Mary Chittenden heiratete, die Tochter Thomas Chittendens, der über die Grenzen des Staates als der führende Politiker Vermonts galt. Galusha war aktives Mitglied der Baptistengemeinde und arbeitete in verschiedenen administrativen und judikativen Verwaltungsämtern im ausgehenden 18. Jahrhundert. 1808 fungierte er bei der Wahl des US-Präsidenten als Wahlmann Vermonts, der die Wahl des Demokratischen Republikaners James Madison unterstützte.
Bereits im folgenden Jahr wurde Galusha zum Gouverneur seines Heimatstaates gewählt, wobei er den zuvor amtierenden Gouverneur Isaac Tichenor hinter sich ließ. Dieses Amt übte er zunächst bis 1813 aus, bevor er von seinem Schwager, dem Anhänger der Federalist Party Martin Chittenden, bei der Wahl übertroffen wurde. Doch schon 1815 gelang Jonas Galusha mit dem Wahlsieg über den jüngeren Chittenden das Comeback ins Gouverneursamt, das er nun bis 1820 ausfüllte.
Wie die meisten wohlhabenden Politiker seiner Ära erreichte Jonas Galusha ein vergleichsweise hohes Alter. Galusha starb mit 81 Jahren am 24. September 1834 und wurde in seinem Wohnort bestattet.